# Ingeram-Codex

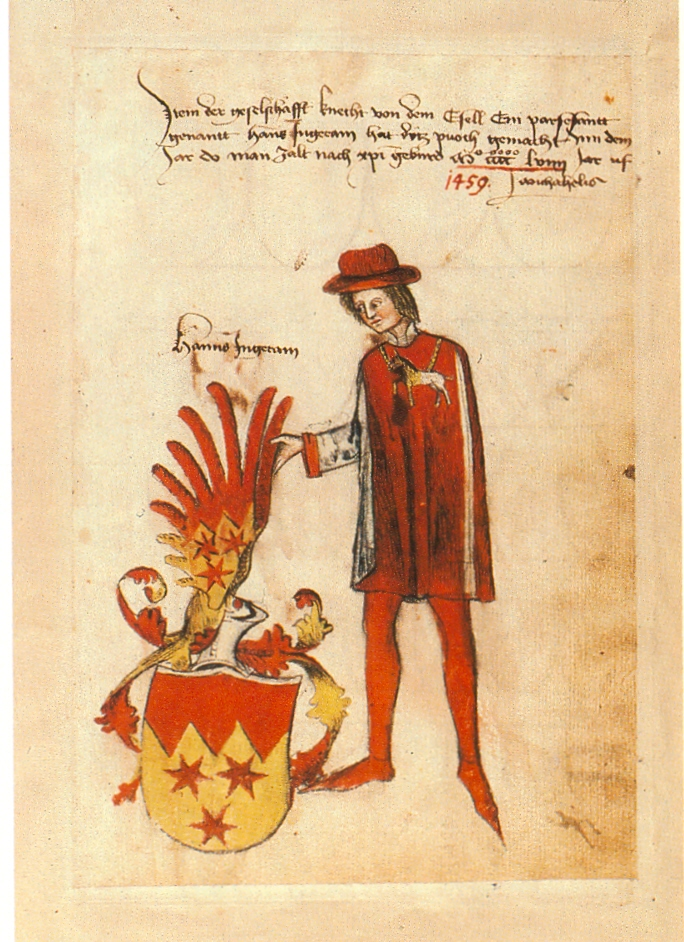
Hans Ingeram: Selbstporträt mit Erklärung, der Ersteller dieses Buches zu sein:
Item der geselschaft knecht von dem Esell
Ein parsefantt/ genannt Hans Ingeram hat dyz puoch gemacht Inn dem/ Jar do man Zalt nach xpi (Christi) geburd Mcccclviiij (1459) Jar uf/ michahelis/ – Ferner Knecht der „Gesellschaft vom Esel“/ Ein Unterherold (Wappenfolger)/ genannt Han(n)s Ingeram, hat dieses Buch gemacht in dem/ Jahr, da man zählt nach Christi Geburt 1459 auf/ Michaelis (29. September).

Der Ingeram-Codex, nach einem seiner Vorbesitzer auch „Codex Cotta“ genannt, ist ein Wappenbuch des Österreichischen Herzogs Albrecht VI., datiert auf das Jahr 1459. Es befindet sich heute unter der Inventarnummer A 2302 im Besitz der Hofjagd- und Rüstkammer des Kunsthistorischen Museums in Wien. Von den Verfassern ist nur Hans Ingeram namentlich überliefert.

## Aufbau des Kodex
Der Kodex mit einem hellbraunen Ledereinband mit gepresster, schmaler Zierleiste am Rand und dem Datum „1459.“ im Zentrum befindet sich in einem hellbraunen, hellgrün ausgeklebten Kartonschuber mit dem aufgedruckten Familienwappen des Vorbesitzers Johann Friedrich Cotta. Seine Maße betragen 362 mm in der Höhe und 262 mm in der Breite.
Der Kodex wurde mehrfach neu gebunden, zuletzt Anfang des 19. Jahrhunderts, als er sich im Besitz Cottas befand. Der Kodex besteht aus 142 paginierten Papierblättern. Darauf sind in Sechser-, Vierer und Dreiergruppen Wappen abgebildet. Für einzelne wichtige Personen wurden auch Einzelwappen eingefügt. Ebenso gibt es als Einleitung zu den Adelsgesellschaften weibliche Figuren als Fahnenträgerinnen, zwei Reiterfiguren sowie drei Porträts. Je ein Porträt stellt Herzog Albrecht VI., den Bruder Kaiser Friedrichs III., und Albrechts Ehefrau Mechthild von der Pfalz dar. Ein drittes Porträt stellt Hans Ingeram als Persevant der Adelsgesellschaft mit dem Esel dar. Sein Wappen: „Unter rotem, im Zahnschnitt mit 4 Spitzen geteilten Schildhaupt, in Gold drei rote sechsstrahlige Sterne (2:1). Auf dem Stechhelm mit rot-goldenen Decken ein geschlossener Flug mit dem Schildwappen.“
Bei der letzten Bindung wurden den Originalblättern Randstreifen angefügt, um sie auf ein einheitliches Maß von 351 * 256 mm zu bringen. Diese Bindung hielt sich an eine Paginierung, die sich bereits auf den Originalpapieren befand und in schwarzer Tinte ausgeführt war. Diese Paginierung befindet sich aber im Widerspruch zum sachlichen Zusammenhang der Wappen und einer älteren Foliierung in rötlichbrauner Tinte, welche in römischen Ziffern ausgeführt wurde. Diese Foliierung stammt aus dem 15. Jahrhundert, entspricht aber ebenfalls nicht der ursprünglichen Anordnung. Der Kodex besteht nämlich aus einer im 15. Jahrhundert durchgeführten Zusammenstellung der Werke mehrerer Autoren. Dieser Zeitraum lässt sich sowohl an Stilmerkmalen, als auch am verwendeten Papier nachweisen. Bis auf die Blätter 28–82, die dem sogenannten Exemplameister zugeordnet werden, tragen alle übrigen Blätter Wasserzeichen, meist Varianten eines Stierkopfzeichens, welche nach ihren Briquetnummern Papieren der Stadt Konstanz und dem ebenfalls bei Konstanz gelegenen Städtchens Engen zugeordnet werden.
Becher/Gamber unterscheiden anhand der älteren Paginierung in römischen Ziffern sechs Teile:
1. Die Länder des Hauses Österreich und der österreichische Adel (I–X, XI ist leer)
2. Die Wappen der Exempla (XII–XVII)
3. Die Wappen der Ämter und Würden (XVIII–XXVII)
4. Fragmente eines europäischen Wappenbuches (XXVIII–XXXV)
5. Die Wappen des Hauses Österreich einschließlich der abgefallenen Eidgenossen (XXXVI–XXXIX. XL ist leer)
6. Die Wappen der Adelsgesellschaften (XLI–CXXXIV)

Becher/Gamber fügten die Wappen in ihrer Edition in einer neuen Reihenfolge zusammen, welche aber wiederum auf Kritik stieß. Andreas Ranft wies darauf hin, dass die fränkische Bärengesellschaft von ihnen als bayerische Gesellschaft dargestellt wurde und dass sich in der Darstellung der Einhorngesellschaft vornehmlich Wappen des landsässigen bayerischen Adels finden. In diesem Teil des Codexes ist davon auszugehen, dass die Foliierung sehr stark durcheinandergeraten und dass auch vom Verlust mehrerer Blätter auszugehen ist.

## Künstlerzuordnung

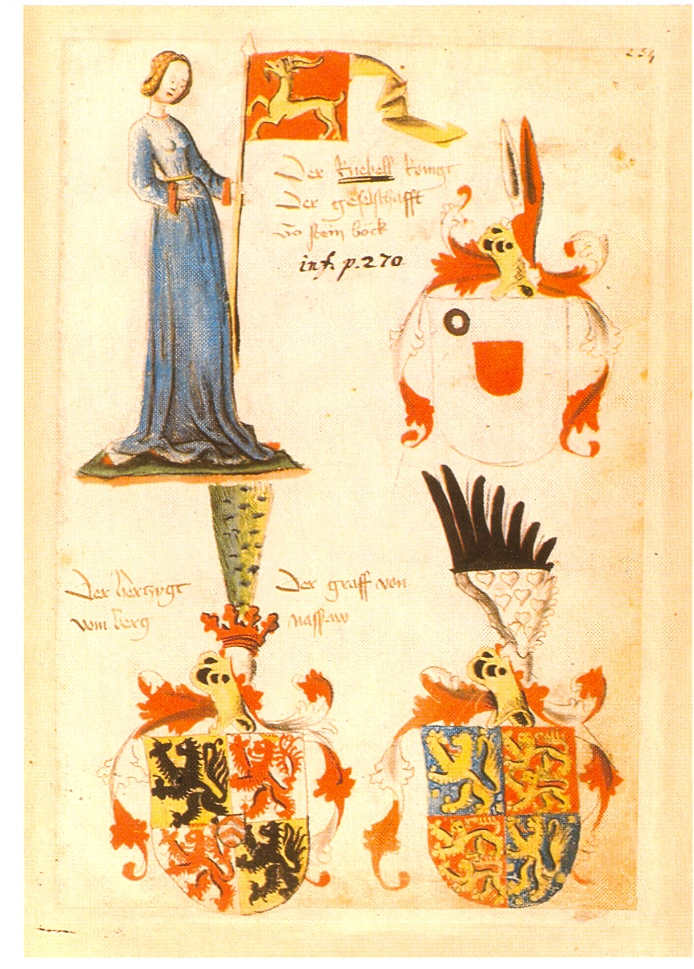
Die Gesellschaft im Steinbock vom Rheinstrom

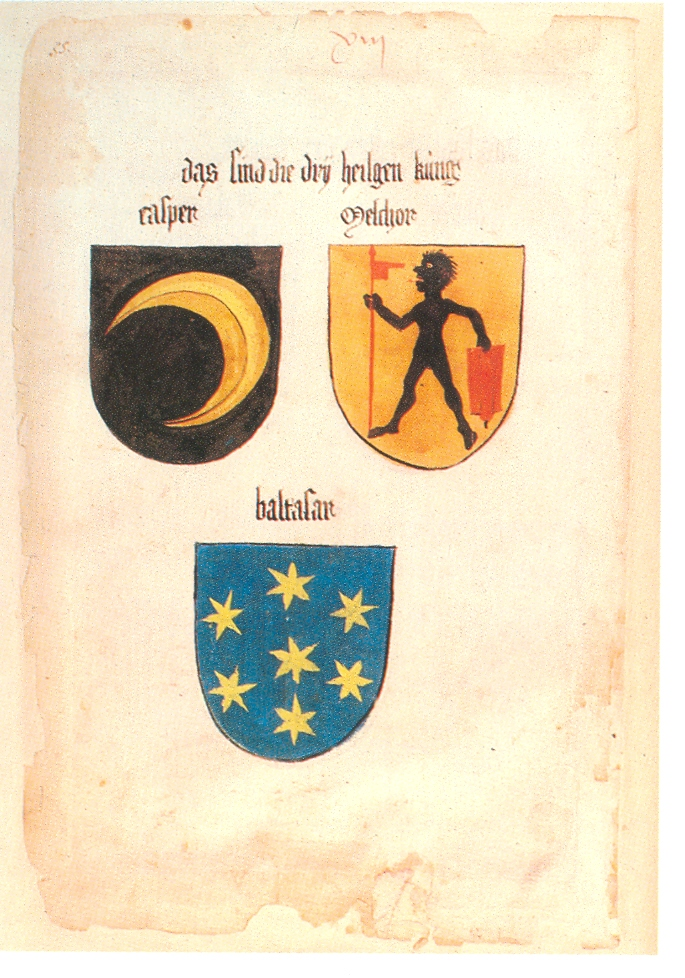
Die „Exempla“:
Wappen der Heiligen Drei Könige

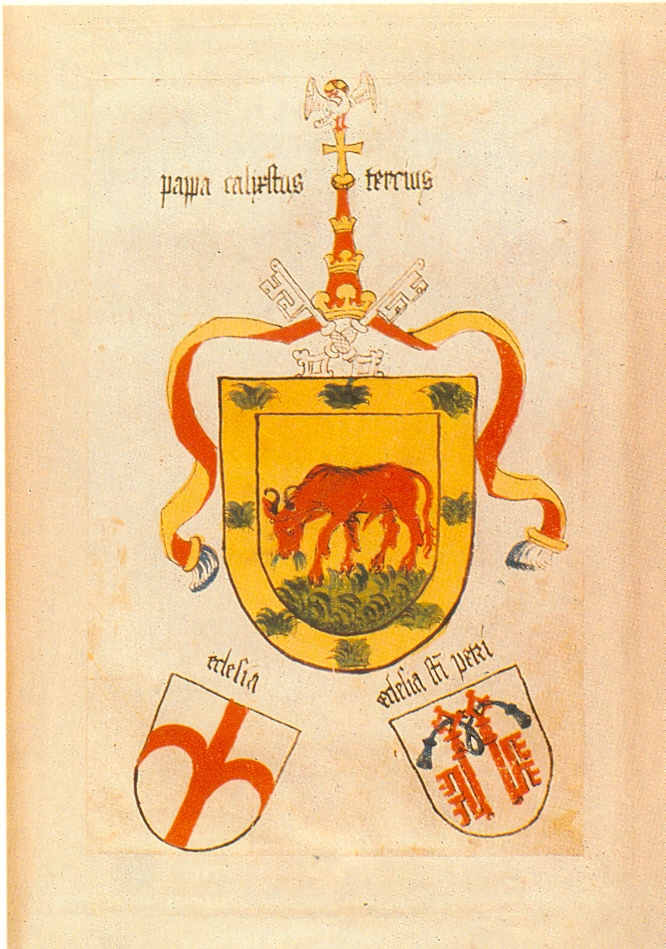
Wappen von Papst Kalixt III. (reg. 1455–1458)

Becher/Gamber identifizieren auf dem Selbstporträt Ingerams, auf dem er sich laut Begleittext als Ersteller des Wappenbuches ausweist, einen persönlichen Stil: „…flotten, unruhigen Strich, die etwas fetzige Darstellung der dünnen Helmdecken, die große Wiedergabe der Zimiere, die leichte Überlänge seiner eleganten Figuren, die helle Tönung seiner Aquarellmalerei.“ Sie ordnen deshalb die Teile eins und sechs größtenteils Hans Ingeram zu. Dieser griff aber auch auf bereits vorhandenes Material zurück. So stammen die Wappen der “Gesellschaft zum Leitbracken” bis auf die Bannerträgerin nicht von ihm. Hier wurden vorgegebene Druckstöcke als Vorlage übernommen und bemalt. Auch bei seiner eigenen Gesellschaft, der „Gesellschaft mit dem Esel“, griff er auf bereits vorhandenes, möglicherweise bereits 1440 entstandenes Material zurück. Eine letzte Gruppe, die aber bereits die alte Foliierung in römischen Ziffern aufweist, stellt einen gänzlichen Fremdkörper dar. Die Stechhelmgruppe (LV–LVIII, alte Foliierung; beziehungsweise 114–119, neue Foliierung) passt nicht in das Schema der Turniergesellschaften. Als letztes Wappen ist gar das Wappen des Malerhandwerks aufgeführt. Diese Gruppe wird auf 1475–80 datiert.
Die Teile zwei bis fünf stammen nicht von Ingeram. Sie sind mit ruhigen, festen Konturen in Deckfarben gehalten. Die erste Gruppe stellt die fest im mittelalterlichen Denkschema verwurzelte Darstellung der sogenannten „Exempla“ dar. Dies sind teilweise phantastische Wappen von Personen, die im Guten oder Schlechten als beispielhaft galten.
- Drei der dreißig Helden Davids[11]
- Die Heiligen Drei Könige
- Die drei besseren Juden: Judas Makkabäus, Josua, David
- Die drei besten Heiden: Alexander der Große, Julius Caesar, Hektor von Troya
- Die drei besten Christen: Karl der Große, König Artus, Gottfrid von Brabant
- Die drei mildesten Fürsten: Magnus, König von Schweden, Herzog Leopold VI., der Glorreiche, von Österreich, Landgraf Hermann von Thüringen
- Die drei bösen Wüteriche: Nebukadnezar, Antiochus Epiphanes, Nero
- Die drei Geduldigen: König Alfons W, der Weise von Kastilien, Hiob, Sankt Eustachius
- Die drei gesalbten Könige: König von Frankreich, König von Dänemark, König von Ungarn
- Die drei edlen Geschlechter: Ludwig XI. als Dauphin, Ladislaus I., der Heilige, König von Ungarn, Herzog Otto III. von Braunschweig

Diese letzte Nennung lässt darauf schließen, dass die Vorlage für die Exempla zwischen 1330 und 1352 für Otto von Braunschweig erstellt wurde. Aus der Titulatur für den Dauphin ergibt sich, dass diese Kopie des 15. Jahrhunderts vor 1461, dem Krönungsjahr Ludwigs XI., erstellt wurde.
Auch der folgende dritte Teil wurde vom Meister der Exempla gefertigt. Er folgt einer Vorlage, die erst nach der Goldenen Bulle Kaiser Karls IV. von 1356 entstanden sein kann, da sie der darin festgelegten Ordnung für die Ämter und Würden des Heiligen Römischen Reiches folgt. Das Wappen des Papstes Calixtus III. grenzt die Entstehungszeit auf die Jahre 1455 bis 1458 ein.
Der vierte Teil, im selben Stil, stellt ein unvollständiges europäisches Wappenbuch dar. Nur die Wappen Burgunds, angeführt vom Wappen Philipp des Guten, sind vollständig. Die Wappen für England und Italien sind sehr unvollständig.
Der fünfte Teil stellt nochmals, nun aus der Sicht des Exemplameisters, die persönlichen Wappen Herzog Albrechts VI. dar. Für Datierungszwecke ist hier interessant, dass Albrecht, über seine Großmutter Viridis Visconti, das Herzogtum Mailand beanspruchte, nachdem die Visconti 1447 im Mannesstamm ausgestorben waren. Bemerkenswert sind auch die Wappen der Eidgenossen und die Klage über deren Abfall vom Haus Habsburg.
Der Kodex ist also das Werk zweier Meister, die etwa zeitgleich ihre individuellen Wappenbücher erstellt hatten: Ingeram zwischen 1452 und 1459 und der „Exempla-Meister“ zwischen 1452 und 1458.

## Besitzgeschichte

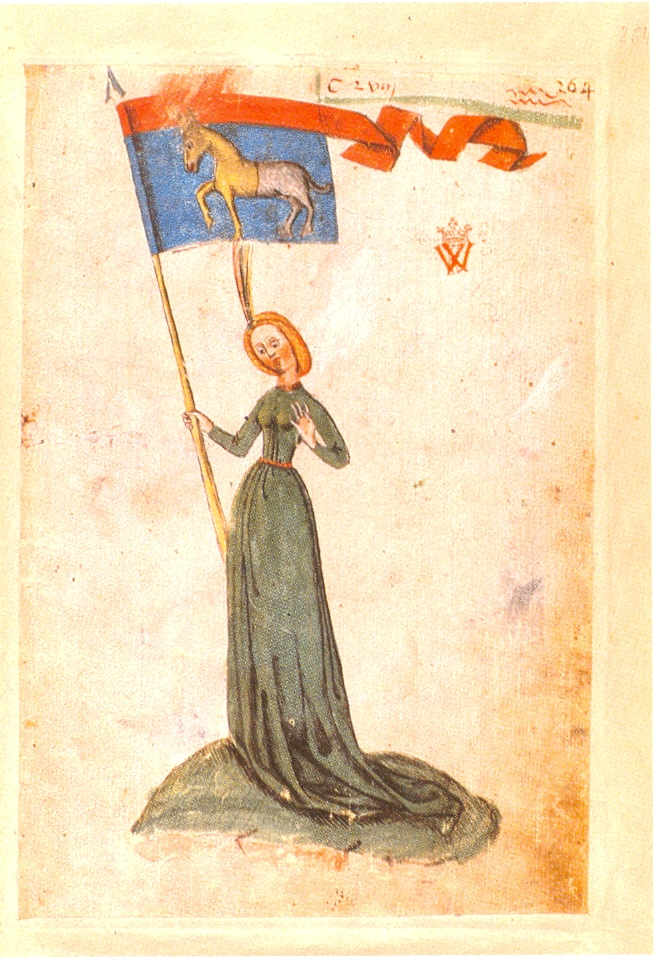
Jungfrau mit dem Banner des „Niederen Esel“.
Daneben ein gekröntes W, als Besitzzeichen des Königs Wladislaw Jagiello (reg. 1490–1516).

Beide Meister leiten ihre Wappenbücher mit Dedikationsbildern für Herzog Albrecht VI. ein. Er dürfte deshalb zweifellos deren erster Besitzer gewesen sein. Nach dessen Tod kamen sie in den Besitz von Albrechts Bruder, Kaiser Friedrich III. Dies wird unterstrichen durch ein nachträglich, posthum 1471, eingefügtes Wappen der Kaiserin Eleonore.
Das Besitzzeichen des Königs Wladislaw Jagiello von Böhmen und Ungarn – ein gekröntes W – zeigt, dass die Bücher sich in dessen Besitz befanden. Er wird sie wohl von seinem Vorgänger Matthias Corvinus übernommen haben, der sie bei dessen Einnahme Wiens 1485 erlangt haben dürfte. Das Besitzzeichen ist in derselben roten Tinte ausgeführt wie die Paginierung in römischen Ziffern. Es ist also anzunehmen, dass die Bücher nach 1490 zu einem gemeinsamen Kodex zusammengeführt wurden.
Den nächsten Hinweis auf den Verbleib des Kodex stellen zwei nachträglich eingefügte Wappen für den Kardinallegaten am Regensburger Reichstag, Gasparo Contarini und dessen Bruder Francesco dar. Der Begleittext nimmt ausdrücklich Bezug auf den Reichstag, so dass angenommen werden darf, dass sich der Kodex um 1541 in Regensburg befand – möglicherweise im Besitz des dortigen Heroldsamtes. Es handelt sich um die letzten Wappenzusätze zum Kodex.
Eine Urkunde vom 20. März 1751 gibt einen weiteren Hinweis auf den Verbleib des Kodex. Die Gräflich Löwenstein-Wertheimische Kanzlei bestätigt die Richtigkeit eines Auszugs aus dem Ingeramschen Wappenbuch. Die Reihenfolge der Aufzählung deutet darauf hin, dass sich zu diesem Zeitpunkt das Wappenbuch bereits in der auch heute noch vorliegenden Paginierung befand. Beide Grafen, Johann Ludwig Vollrath von Loewenstein-Wertheim (1705–1790) und Friedrich Ludwig von Loewenstein-Wertheim (1706–1796) waren mit Gräfinnen aus der als Sammler bekannten Familie Erbach-Erbach verheiratet.
Anfang des 19. Jahrhunderts befand sich der Kodex im Besitz des Verlegers Johann Friedrich Cotta. Dieser ließ das Werk neu binden, behielt aber die vorgefundene Paginierung bei. Georg Freiherr von Cotta verkaufte das Werk 1929. Der letzte private Besitzer war Heinrich Höfflinger, von dem das Wiener Kunsthistorische Museum das Werk 1957 erwarb.